# 齊傑
齊傑（1500年—？），字士庸，直隸安慶府桐城縣人，軍匠籍，明朝政治人物。

## 生平
應天府鄉試第一百二名舉人。嘉靖二十年（1541年）中式辛丑科會試第二百九十二名，登第二甲第七十七名進士。授刑部主事，官至江西赣州知府。

## 家族
曾祖齊良佐；祖父齊可道；父齊秀，母喬氏。永感下。從弟齊遇，贡士。